# Guerra polaco-sueca (1563-1568)
La Guerra polaco-sueca (1563-1568), también llamada Primera Guerra Polaca ( en sueco, Första Polska Kriget )  ( en polaco, Wojna polsko-szwedzka (1563-1568 ), se libró principalmente en el Báltico durante la más amplia Guerra de los Siete Años del Norte entre Suecia y la unión polaco-lituana, el ducado de Curlandia, partes de la nobleza de Livonia y  rebeldes estonios  entre 1563  y 1568. La guerra terminó cuando Juan III se convirtió en rey de Suecia,  con la victoria sueca.

## Antecedentes

### División de la Orden de Livonia
Hacia 1560, tras el colapso de la Orden de Livonia por su derrota en la Batalla de Ērģeme, sus antiguos territorios se dividieron entre Suecia, Dinamarca, Rusia y Polonia.  que también disputan entre sí las tierras de cultivo y el comercio que rodeaban el mar Báltico. En 1558, los rusos conquistaron grandes áreas de Estonia incluida Narva, lo que supuestamente inició un periodo de vacío de poder que duró más de treinta años.
Ösel y Wiek caerían bajo dominio danés, y Reval, Harrien, Wierland y Järven bajo dominio sueco en 1561. Dorpat, Wesenberg y Fellin también caerían rápidamente bajo dominio ruso, y el resto del territorio de la Orden de Livonia pasaría a ser polaco.

### Preludio de la Guerra de los Siete Años del Norte

#### Disputa entre Dinamarca y Suecia por el escudo de armas
Ambos países han tenido una larga historia común de luchas y desacuerdos, pero también han compartido experiencias similares. Durante la existencia de la Unión de Kalmar, las tres naciones nórdicas de Dinamarca, Suecia y Noruega habían sido gobernadas, al menos en teoría, por un solo monarca. La unión se disolvió y restableció en numerosas ocasiones desde 1389 hasta 1523, cuando la rebelión de Gustavo Vasa acabó con ella definitivamente.
A Dinamarca le costó detener la deserción sueca y el fin de la Unión de Kalmar provocó fuertes sentimientos de desconfianza y odio entre suecos y daneses.
La adopción de las Tres Coronas en el escudo danés y de los leones daneses en el escudo sueco fue vista como la razón principal de la guerra por ambos gobernantes, Eric y Federico, sin que todo lo demás importara.

#### Preludio
A principios de 1563, Jakob Bagge recibió la orden de Eric XIV de provocar a los daneses cerca de Gotland o Bornholm, de modo que, si los daneses se enfrentaban a él, Eric pudiera declarar la guerra con el pretexto de la autodefensa. Bagge ordenó a la tripulación de los barcos suecos que no golpearan la vela superior de sus barcos, algo que normalmente se hacía para mostrar respeto.
Bagge esperaba que esto fuera lo suficientemente insultante como para que los daneses atacaran. Si los planes de Eric se desarrollaban según lo previsto, toda Europa oiría cómo los barcos daneses atacaban a los «pobres barcos suecos que solo transportaban a una esposa para su rey».
El 30 de mayo, los suecos zarparon hacia Bornholm con la intención de tomar la isla por completo, ya que se dirigían a Rostock, pero en su lugar se acercaron lo máximo posible a la fortaleza de Hammershus y al puerto de Rönne. Cuando llegaron a una distancia en la que se podían oír, dispararon dos tiros para indicar que los barcos eran suecos. En Hammershus estaban Schweder Kettingk y sus hombres, pero en el puerto de Rönne había varios buques de guerra daneses. El puerto se había creado como base temporal para la armada danesa. El rey Federico había dado previamente la orden de que la armada danesa debía patrullar el mar Báltico y registrar todos los barcos suecos que se encontraran. Si encontraban cargueros con alimentos o material de guerra, debían confiscar la carga.

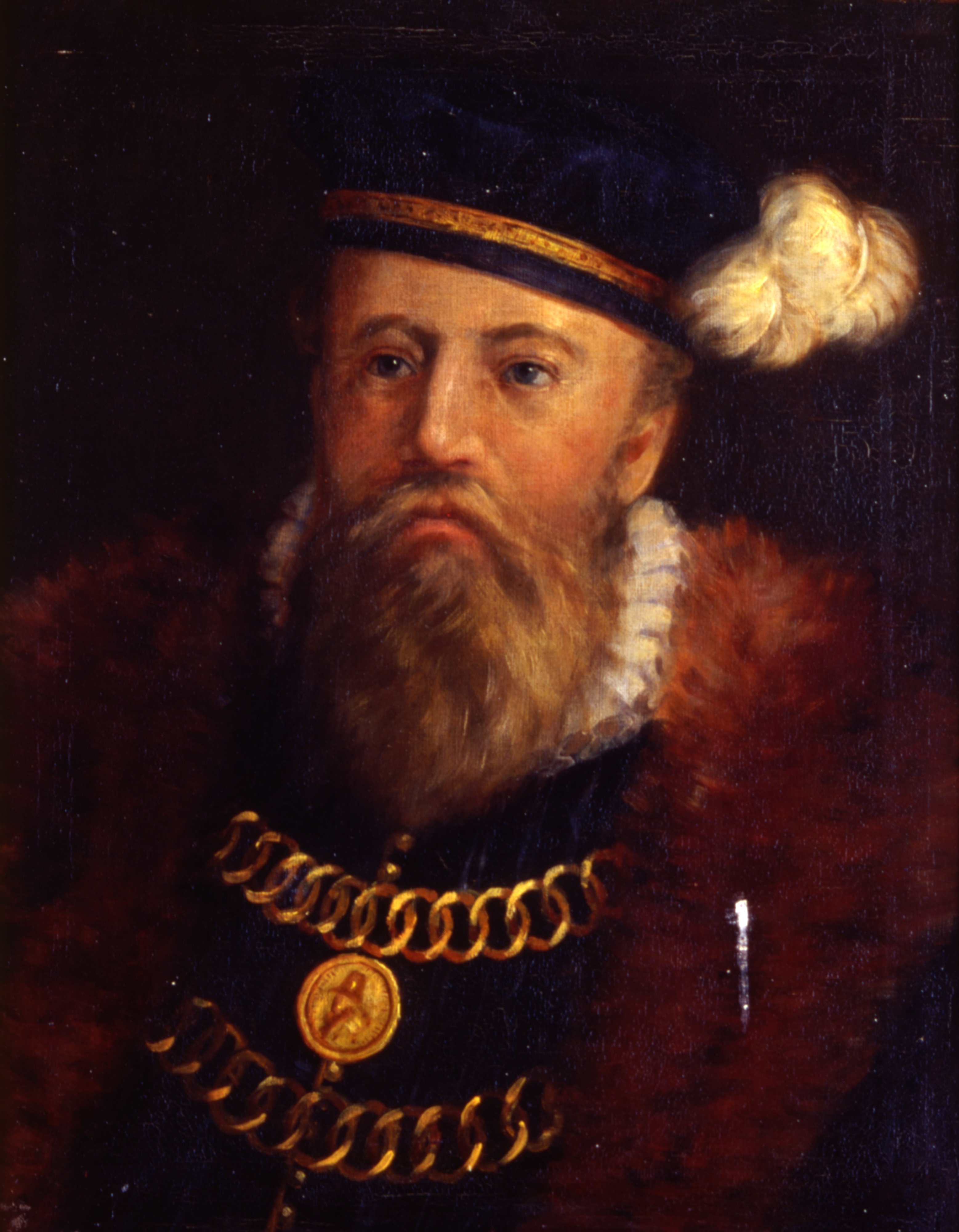
El almirante Jacob Brockenhuus

Los daneses desconfiaban profundamente de los suecos y, cuando estos últimos dispararon por primera vez, enviaron tres barcos de guerra daneses al encuentro de los suecos, uno de ellos el buque insignia Herkules, con el almirante Jacob Brockenhuus a bordo.
También había una delegación hessiana a bordo del buque insignia sueco, y nadie conocía las verdaderas intenciones de los suecos. El ambiente a bordo era animado y había música. La tripulación no prestaba atención a los tres buques de guerra daneses que se acercaban rápidamente. Tras acercarse los barcos daneses, se dispararon tres tiros para indicar que eran daneses. A continuación, se produjeron una serie de acontecimientos que se discuten a continuación.

#### Versión danesa
Según fuentes danesas, los daneses dispararon tres balas de fogueo para advertir a los suecos de su presencia y mostrar su buena voluntad a la tripulación. Después, dispararon una bala real que atravesó  la vela del Elefanten.

Bandera de sangre.

#### Versión sueca
Los suecos afirmaron que solo dispararon dos balas de fogueo y que la tercera fue una bala real que dio a Bagge una razón para devolver el fuego a los daneses.

#### Batalla
En la popa del Elefanten se izó la «bandera de sangre», que indicaba a los demás barcos que iba a comenzar la batalla naval. Los suecos no escatimaron en pólvora y el agujero en la vela del Elefanten se compensó en la batalla que siguió, que duró varias horas. Casi inmediatamente, una bala de cañón sueca alcanzó el palo mayor del Herkules, que cayó y quedó en medio de la línea de fuego para los hombres de a bordo, mientras los daneses retiraban el mástil. Los suecos continuaron disparando al barco, causando grandes bajas. Los daneses fueron sorprendidos por los suecos.
El pequeño grupo de tres barcos daneses que había zarpado de Rönne solo pretendía controlar las aguas y asegurarse de que los suecos respetaran a sus vecinos, no iniciar una gran batalla naval. Es probable que los daneses quisieran subir a bordo de los barcos suecos para cerciorarse de que todo estuviera en orden. Los barcos daneses que quedaban en Rönne no acudieron a ayudar al almirante Jacob Brockenhuus, sino que se mantuvieron a una distancia segura y no participaron en la batalla.
Como resultado de su inferioridad numérica, los daneses sufrieron una aplastante derrota y, cuando Brockenhuus se dio cuenta de que los barcos daneses que quedaban serían destruidos, se rindió a los suecos.

#### Consecuencias
Tras atraer a los daneses a su trampa, la misión de Jacob Bagges quedó completada. Como consecuencia, Federico y la flota danesa fueron considerados los agresores, y cuando estalló la guerra, Eric esperaba que el mundo entero «derramara simpatía» por él.

## 1563
El 9 de agosto, Dinamarca y Lübeck declararon la guerra a Suecia,y el 5 de octubre Dinamarca y Polonia firmaron un pacto de alianza, aunque los polacos nunca enviaron una declaración oficial de guerra a los suecos. Cuando comenzó la guerra, Svante Sture era el gobernador de la Estonia sueca y Charles de Mornay, el mando de las tropas suecas allí. Sin embargo, Mornay era necesario en Suecia y el mando fue entregado a Åke Bengtsson Färla.Åke había recibido previamente la orden estricta de Eric de conquistar las posesiones danesas en Estonia si estallaba la guerra.

Mapa del condado de Wiek, donde tuvo lugar la campaña.

### Campaña de Estonia
Como era de esperar, los suecos tuvieron éxito al comienzo de su campaña, principalmente porque eran más numerosos que los daneses. En agosto, Åke consiguió asediar y capturar con éxito las ciudades de Leal y Hapsal, con alrededor de 450 hombres, en Estonia Occidental, lo que otorgó a los suecos el control casi total de Wiek.  
Sin embargo, el éxito de los suecos se redujo rápidamente, ya que la Unión Polaco-Lituana y el Ducado de Courland intervinieron. En septiembre, mientras los suecos sitiaban Lode, Gotthard Kettler, junto con cuatro estandartes de caballería, dos compañías de soldados a pie y 800 polacos y tártaros, atacó a la fuerza sitiadora sueca, que consistía en dos estandartes y tres compañías de soldados a pie.La fuerza de intervención consiguió ahuyentar a los suecos el 30 de septiembre.  Åke probablemente no se atrevió a enfrentarse a Gotthard en batalla abierta porque la caballería alemana en sus fuerzas se negó a obedecer las órdenes del rey.
Antes de que los suecos pudieran organizar una resistencia, polacos y alemanes al servicio danés consiguieron recuperar Leal de manos de los suecos. La defensa de Leal fue encomendada a una serie de nobles de Wiek por Gotardo, quienes previamente habían huido a Ösel durante la ofensiva sueca inicial, pero habían sido llamados de nuevo por Gotardo. Debido a la gran cantidad de fuerzas suecas, estas pudieron reparar rápidamente los daños sufridos y recapturar Leal.Como consecuencia de la captura de Hapsal y Leal por los suecos, el Imperio danés quedó reducido al mar.

### Fin de año
Eric XIV no prestó atención al conflicto con los polacos en aquel momento e intentó organizar una tregua que fracasó. En octubre, Henrik Klasson Horn fue nombrado nuevo comandante en Estonia.  Recibió 500 000 marcos para financiar su ejército, compuesto por 6000 soldados y 1000 jinetes, que nunca consiguió reunir. Por suerte para los suecos, ni los daneses ni los polacos dieron prioridad al teatro de operaciones del Báltico. A finales de 1563, el rey polaco despidió a toda su caballería alemana y los polacos se limitaron a una cuidadosa ofensiva contra la aislada fortaleza sueca de Karkus.Eric tenía grandes ambiciones para Horn y le ordenó capturar numerosos castillos pertenecientes a la diócesis de Riga, las fortalezas restantes bajo el duque Juan y Ösel junto con las islas circundantes.  

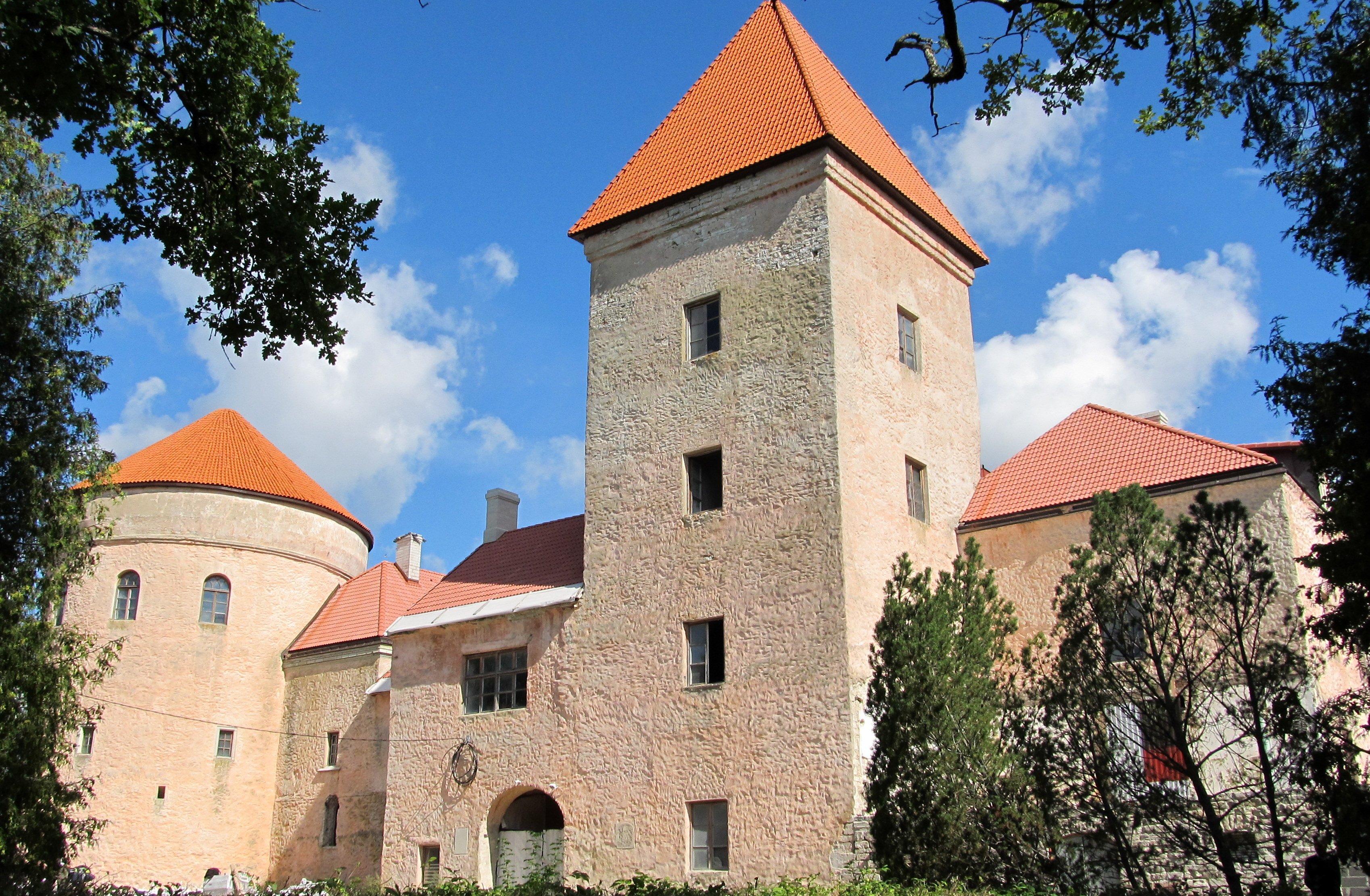
Fortaleza de Lode (hoy Koluvere)

## 1564
A principios de 1564, los suecos tenían claro que la guerra contra Dinamarca-Noruega requería todos los recursos disponibles en el país, por lo que se redujeron las misiones de Horn. Entonces se le asignó la misión de marchar contra Ösel o, alternativamente, contra los castillos de alrededor de Riga, y luego concentrar las fuerzas suecas en defender sus posesiones. Las tropas que no se consideraron necesarias en Estonia fueron enviadas de vuelta a Suecia para luchar contra los daneses. Henrik Klasson Horn comenzó la campaña sueca avanzando contra Lode a principios de año y, a pesar de carecer de artillería y de que no intervinieron polacos ni tártaros, logró tomarla.  Durante el asedio, el lugarteniente de Klaus Kursell, Henrik Dücker, desertó a los polacos y se unió a Kaspar Oldenbokum, bajo cuyo mando puso a unos doscientos jinetes.Como resultado de la conquista de Lode, Horn había expulsado efectivamente a los daneses del territorio continental estonio.A continuación, se dirigió a Ösel. Sin embargo, la debilidad del hielo le impidió cruzar a la isla.   Simultáneamente, un mensaje de Ösel afirmaba que Suecia y Dinamarca habían comenzado negociaciones de paz, lo que Horn creyó, y el 19 de febrero se estableció una tregua de dos meses entre suecos y daneses. La tregua se extendió más tarde hasta el 1 de octubre de 1564 y, de nuevo, hasta mayo de 1565.
En los últimos meses del año, Henrik Klasson Horn comandó alrededor de 2.400 hombres. y 900 jinetes.

## 1565
A principios de año, las fuerzas suecas en Estonia contaban con unos 2467 soldados, de los cuales 907 eran de caballería, según un recuento realizado en enero.Además de los polacos, los suecos se enfrentaban entonces a otro peligroso enemigo: Kaspar von Oldenbokum había reunido un ejército de mercenarios que querían desalojar a los suecos de Estonia y crear una nueva Orden bajo Polonia. 

### La conquista de Pernau y el ataque a Karkus
A finales de abril, Kaspar von Oldenbokum y sus mercenarios dieron un golpe de Estado en la fortaleza sueca de Pernau.  Oldenbokum y sus hombres organizaron una fiesta en casa de uno de los concejales de Pernau, Klas Zinte, de quien sabían que tenía una llave de las puertas de la ciudad colgada en su dormitorio por la noche.  Cuando Zinte, que estaba muy borracho, se fue a dormir, un mercenario se coló en su habitación y robó la llave.  
Al amparo de la noche, la puerta de la ciudad fue abrierta y Oldenbokum con el resto de sus hombres irrumpió en la ciudad.  La parte sueca de la guarnición, unos 100 hombres, fue masacrada.   Sólo murió un único mercenario, el caballero Kuntz von Ende, que había servido anteriormente al ejército sueco.  La fortaleza de Pernau, bajo el mando de Håkan Olsson, capituló el 9 de junio, a pesar de que los almacenes estaban llenos y sus muros intactos.   Henrik Klasson Horn intentó en muchas ocasiones ayudar a Pernau, pero decidió que sus fuerzas eran demasiado débiles para entablar una batalla abierta con Oldenbokum.  Con la caída de Pernau, la tierra situada detrás de ella quedaría abierta a las incursiones polacas.
Casi al mismo tiempo que el ataque a Pernau, una fuerza al mando de Alexander Polobentski atacó Karkus. La ciudad fue asaltada los días 8 y 13 de mayo, pero los defensores, bajo el mando de Torsten Henriksson, repelieron todos los ataques. 

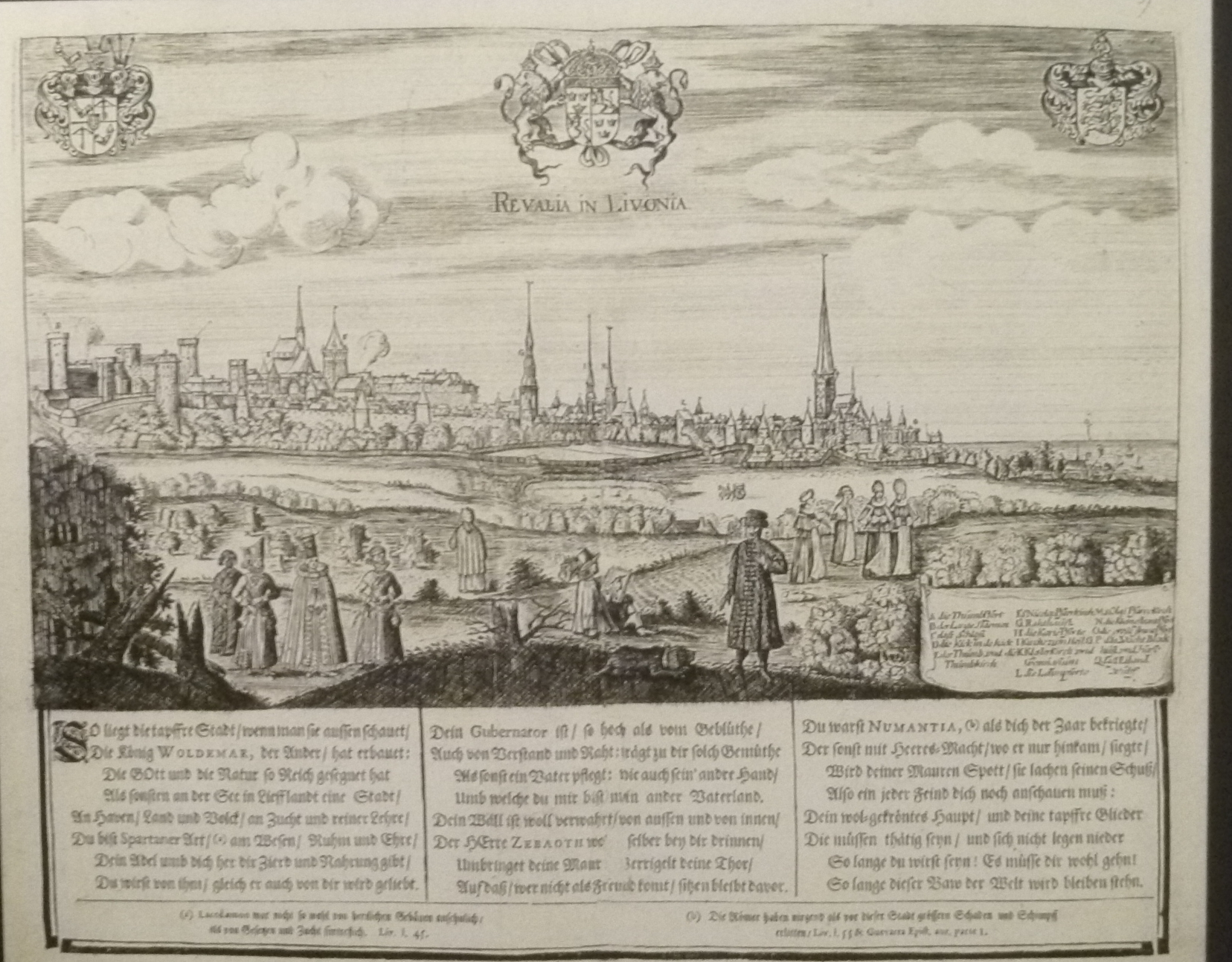
Vista de la iglesia de San Nicolás y Reval (actual Tallin) por Adam Olearius

### Batalla de Obermühlenberg
Con Pernau tomada por Oldenbokum, una fuerza más pequeña de la ciudad marchó hacia Reval y, tras un tiempo, estableció su campamento cerca de Töwesbrücken, a unas cuatro millas de Reval. En ese momento, Horn recibió refuerzos consistentes en alrededor de una unidad de infantería de caballeros y un grupo de caballería finlandesa. Para evitar enfrentarse a los suecos en batalla abierta, los mercenarios se retiraron. Mientras tanto, Oldenbokum recibió grandes refuerzos y marchó hacia Reval con unos 1017 hombres, 27 caballeros y 6 estandartes de caballería. 
Oldenbokum llegó frente a Reval el 11 de agosto y estableció su campamento en un bosque de Obermühlenberg, fuera de la ciudad, para iniciar el asedio. Dos días más tarde, cuando Oldenbokum celebraba una fiesta en su campamento, Horn decidió emprender una salida con tres compañías de infantería y 800 caballeros; el enfrentamiento se conocería como la Batalla de Obermühlenberg. Oldenbokum se vio obligado a retirarse del combate, pero murió durante la persecución sueca. 
Con la muerte de Oldenbokum, sus fuerzas se vinieron abajo, aparte de la guarnición de Pernau, que más tarde entregaría la ciudad a las tropas polacas.

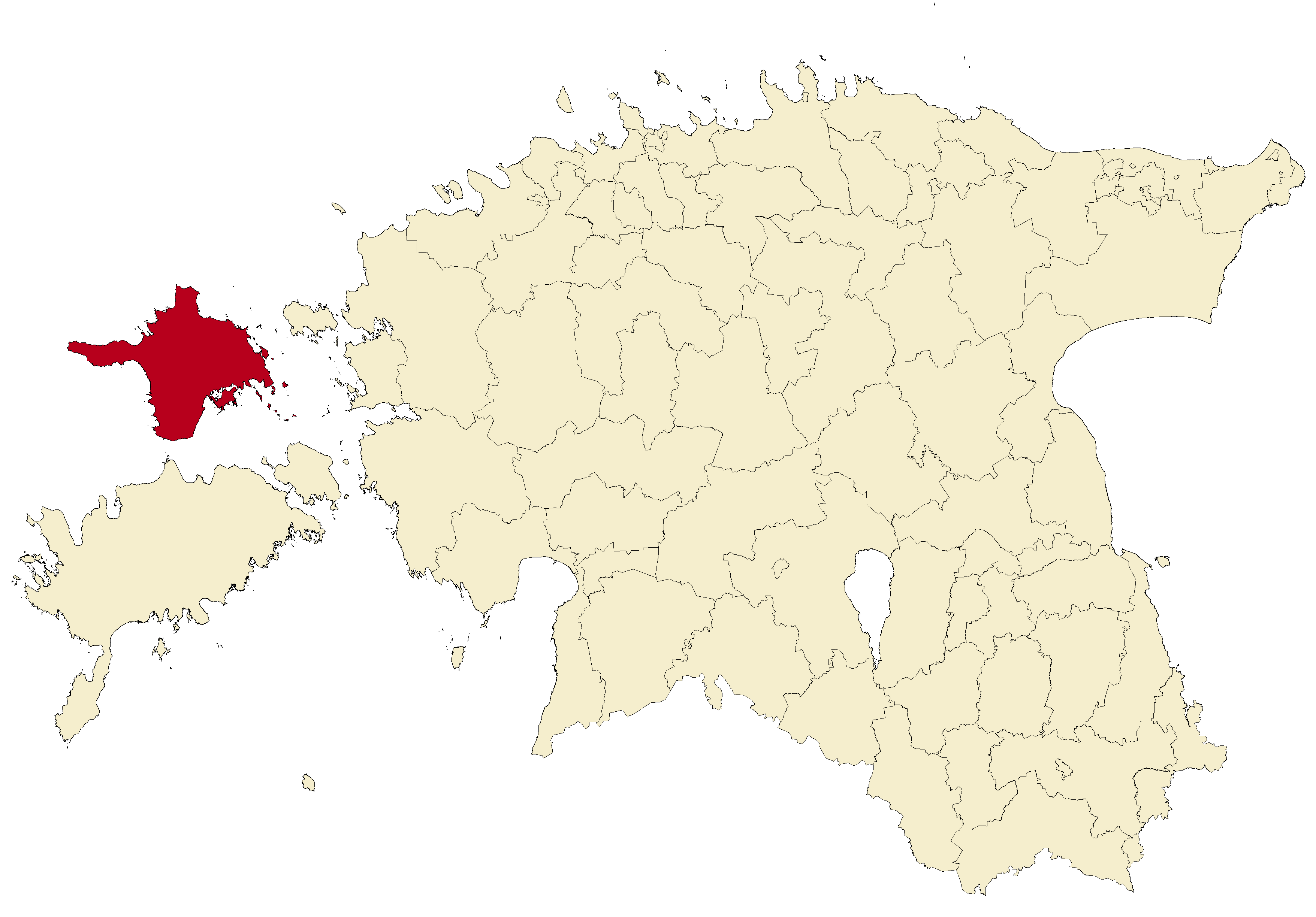
Mapa de Dagö (Hiiumaa) en rojo

Para aprovechar su victoria, Horn decidió atacar el punto más débil de la Estonia danesa: la isla de Dagö (actual Hiiumaa). Mientras que la vecina isla de Ösel estaba bien defendida por tropas y burgueses, Ösel estaba mal defendida en comparación. Sin mucha lucha, los suecos pudieron ocupar la isla; una parte de las fuerzas de Horn debían permanecer en ella y defenderla en nombre de Eric. Además, la pérdida de Dagö no sería la única pérdida danesa en el año.
Según el tratado de alianza entre Dinamarca y Polonia, Pernau debía ser entregada a Dinamarca si los polacos lograban reconquistarla de manos de los suecos; pero su guarnición de mercenarios pro-polacos se negó a entregar ni la ciudad ni su castillo a los daneses. Esta negativa aumentó la desconfianza entre Dinamarca y sus aliados orientales. Tres semanas antes de Navidad, Horn marchó desde Reval y limpió el campo de asaltantes antes de atacar Pernau; debido a la falta de artillería, inició un bloqueo para matar de hambre a la ciudad.

## 1566
En marzo, el rey polaco Segismundo II Augusto obligó a Henrik Klasson Horn a levantar el bloqueo de Pernau. Se envió un ejército polaco para aliviar la ciudad y Horn decidió no enfrentarse a él en batalla, sino que se retiró y marchó hacia Ösel.  El duque Magnus, que era el señor de la isla, había apoyado el ataque de Oldenbokum contra Reval, y Horn quería venganza. 

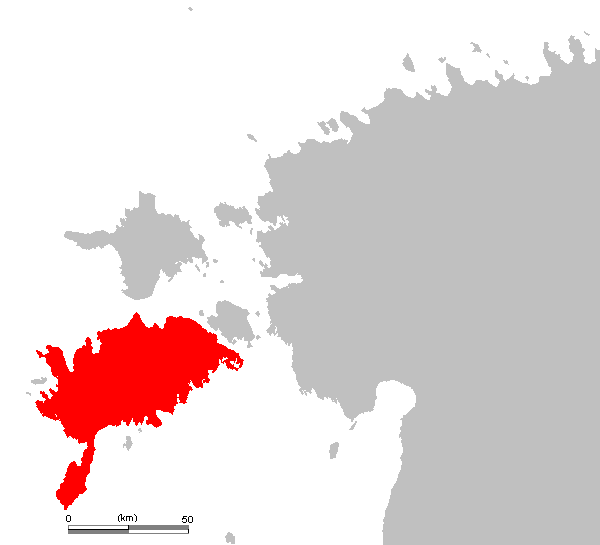
Mapa de Ösel (Saaremaa) en rojo

Cuando Horn desembarcó, los suecos asaltaron y devastaron toda la isla y la ciudad de Arensburg (Kuressaare) fue rescatada.  Federico II envió apoyo para aliviar la isla, pero la armada sueca numéricamente superior se lo impidió. Los suecos dejaron la isla con una gran cantidad de botín.  Cuando los suecos estaban de vuelta en la Estonia continental, fueron atacados por la fuerza polaca que originalmente iba a aliviar Pernau. Se llevaron una parte del botín de Ösel y los polacos hicieron incursiones en las zonas cercanas. En junio, los daneses intentaron un ataque de venganza contra Dagö, pero la expedición terminó en fracaso con grandes pérdidas para los daneses. 
En verano, los polacos realizaron nuevos intentos infructuosos de capturar la fortaleza sueca de Karkus. Un ataque sorpresa en junio fracasó y el 25 de julio los polacos volvieron a atacar con unos 4000 hombres.Cuando Horn marchó hacia Karkus para aliviarla del asedio polaco, estos se retiraron para evitar la batalla con los suecos el 10 de octubre. 
Tras el relevo de Karkus, Horn viajó a Suecia en noviembre y se reunió con el rey para planificar futuros enfrentamientos. Tras deliberar con el rey durante varios días, este le envió de vuelta a Estonia el 4 de diciembre con la tarea de retomar Pernau o asolar la diócesis de Riga, con la intención de evitar un posible ataque polaco en territorio sueco.  Posteriormente, empezó a cumplir sus instrucciones: envió a Clas Kursell a saquear la diócesis de Riga, donde obtuvo una pequeña victoria en Lemsal (Limbaži) tras sorprender a una fuerza polaca.   También se hicieron más intentos suecos de retomar Pernau. Los suecos planeaban retomar la ciudad sobornando a sus habitantes para que se la entregaran. Los suecos esperaban que 10 000 riksdaler entregados a los comandantes de la ciudad resolverían el problema. Los daneses destruyeron las fortalezas de Sonnenburg y Arensburg (Kuressaare), probablemente creyendo que carecían de fuerzas suficientes para defenderlas. 

## 1567
A principios de año, en represalia por las incursiones suecas en la diócesis de Riga, el coronel polaco Talwos atacó territorio sueco con una fuerza de lituanos en enero. En respuesta a esto, tanto Henrik Klasson Horn como Clas Kursell marcharon para hacer frente al avance polaco-lituano.

### Batalla de Runafer
El 3 de febrero, los suecos y parte de la nobleza estonia sufrieron una aplastante derrota en Runafer. La aportación de la nobleza en la batalla se describió como «mediocre» y, como resultado, sus pérdidas fueron muy elevadas. Es probable que las pérdidas suecas alcanzaran las 2000. Durante la batalla, el caballero Johann Maydell Goswinsson fue capturado. Talwos no fue capaz de explotar su victoria debido a la falta de recursos.   Horn fue culpado de la derrota en Runafer y fue reemplazado como comandante de las fuerzas suecas en Estonia por Clas Kursell. Así terminó la campaña del año.

## 1568
A principios de año, Eric trazó nuevos planes inmediatos para la guerra. Hans Boije de Gennäs fue enviado a Kursell, trayendo consigo 8000 riksdaler e instrucciones para atacar Pernau o Arensburg en Ösel. Para apoyar los ataques, Eric envió una flota de 18 barcos a Estonia, bajo el mando de Peder Larsson Sjöblad. Sjöblad repelió una flota danesa que amenazaba Reval mientras se llevaba barcos mercantes, antes de desembarcar a Kursell y sus hombres en Ösel el 25 de julio. El comandante danés de Sonnenburg, Reinhold Zöge, se rindió rápidamente a los suecos. Los suecos continuaron la reconstrucción de Sonnenburg en la que los daneses habían estado trabajando. Kursell también firmó una tregua con los otros comandantes de Ösel.
Tras la tregua de Kursell, los habitantes de Pernau comenzaron a asaltar el territorio sueco. Los polacos sorprendieron a las fuerzas suecas, que habían sido reforzadas con nobles de Harrien; Hans Boije fue capturado y los nobles sufrieron numerosas bajas.
El 27 de agosto de 1568, los barcos polacos, al hacer escala en Darłowo, Pomerania, para abastecerse de agua y alimentos, se toparon inesperadamente con tres barcos suecos estacionados en el puerto. Después de una breve batalla, los barcos enemigos fueron capturados. Se incautaron importantes cantidades de municiones, pólvora, armas y ocho cañones.

### Deposición de Erico XIV
Durante el otoño, tanto el duque Carlos como el duque Juan depusieron a Eric, lo que provocó el fin inmediato de los enfrentamientos entre Suecia y Polonia. El nuevo rey, Juan III, vio un problema en Estonia: algunas de las personas más importantes de allí se habían declarado previamente enemigas de Juan en el conflicto entre este y Eric. Juan temía que desertaran a otros países con sus castillos, pero no lo hicieron.

## Consecuencias
A pesar de que no se firmó ningún tratado de paz formal, la guerra entre Polonia y Suecia finalizaría cuando Juan III fue coronado rey de Suecia, y la Guerra de los Siete Años del Norte continuaría durante dos años más, hasta la firma del Tratado de Stettin el 13 de diciembre de 1570.